# Łypowa Dołyna
Łypowa Dołyna – osiedle typu miejskiego w obwodzie sumskim Ukrainy, siedziba władz rejonu łypowodołyńskiego.
Status osiedla typu miejskiego posiada od 1961. Liczy ponad 4400 mieszkańców.